# The Rakes
Pour les articles homonymes, voir Rake (homonymie).
The Rakes est un groupe de rock indépendant britannique, originaire de Londres, en Angleterre. Il est formé en 2003 autour de Matthew Swinnerton et Jamie Hornsmith. Leur premier album Capture/Release est salué par le NME et Les Inrockuptibles. Le groupe cite parmi ses influences, The Specials, Siouxsie and the Banshees et Pulp. Le groupe se sépare en 2009 pendant la tournée du troisième album Klang. 

## Biographie
The Rakes sont formés en 2003. Ils tirent leur nom de l'opéra The Rake's Progress d'Igor Stravinsky, on pourrait donc traduire « The Rakes » au sens premier (« les râteaux ») mais également par « les libertins ». C'est en 2004 que le groupe signe avec la maison de disques V2 Records et commence à se faire remarquer à la suite de leur performance live aux Transmusicales de Rennes. La même année, ils assurent la première partie de la tournée française de Bloc Party.
En 2005 sort leur premier album, Capture/Release, qui confirmera leur popularité. Ils assurent la première partie de la tournée européenne de Franz Ferdinand. Plusieurs de leurs singles atteignent le top 40 de l'UK Singles Chart et Capture/Release atteint la 32e place de l'UK Albums Chart,. Au début de 2006, ils sortent un nouvel single intitulé All Too Human qui atteint la 22e place des classements britanniques,.
Également en 2006 qu'ils effectueront leur première tournée en solo pour défendre leur album. En avril 2006, Canalsat utilise le single Open Book, pour sa nouvelle publicité télévisuelle. C'est durant cette même année que le groupe prend part à l'album Monsieur Gainsbourg revisited auquel bon nombre de groupes ont participé (Franz Ferdinand, Placebo...).  Ils y reprennent Le Poinçonneur des Lilas qui devient Just a Man with a Job qu'ils auront l'occasion de partager en duo avec Lily Allen pour l'émission musicale Taratata. Le groupe multiplie les dates françaises. Histoire de faire patienter leur fans, le groupe sort un album contenant des morceaux remixés issus de Capture/Release qui s'intitule sobrement Remixes.
Le 26 mars 2007 sort leur deuxième album, Ten New Messages, puis s'ensuit de nouveau une tournée française. Le groupe participe au festival Rock'n Solex sur le campus de Beaulieu, au Festival Ovale lors de la Coupe du monde de rugby 2007, et au gala Supélec.
Après avoir sorti un troisième album en 2009, Klang, ils annoncent leur séparation le 22 octobre, mettant ainsi un terme à leur coopération et annulant les dates prévues en Angleterre ainsi que leur tournée aux États-Unis.

## Membres
- Alan Donohoe - chant, guitare (sur Down with Moonlight)
- Matthew Swinnerton - guitare, chant (sur certaines chansons, notamment Auslandmission)
- Jamie Hornsmith - basse
- Lasse Petersen - batterie
- Ethan Dickens - claviers, percussions (musicien additionnel sur les tournées, remplacé depuis juillet 2007 par Geoff)
- Chris Ketley - guitare, claviers (remplaçant d'Ethan, sur la tournée de novembre 2007, membre des ON/OFFS

## Discographie

### Albums studio
- 2005 : Capture/Release
- 2007 : Ten New Messages
- 2009 : Klang

### Singles
- 2005 : Retreat
- 2005 : Strasbourg
- 2005 : Work, Work, Work (Pub, Club, Sleep)
- 2005 : 22 Grand Job
- 2006 : All Too Human
- 2007 : We Danced Together
- 2007 : The World Was A Mess But His Hair Was Perfect
- 2009 : 1989